# Шангшунг
Шангшунг — древнее королевство, существовавшее в VI—VII веках на западе и северо-западе Тибета. Шангшунгская культура связана с религией бон, которая оказала влияние на философию и практику тибетского буддизма.

## География
Согласно преданию, королевство Шангшунг охватывало всю территорию современного западного Тибета, Ладакха и Гилгита. Специалисты не могут это подтвердить, однако доподлинно известно что территория королевства простиралось на западе Тибета.
Столицей государства было поселение Кхьюнглунг. Найденные руины дворцов в верховьях реки Сатледж на юго-западе от горы Кайлас считаются остатками древней столицы.
Согласно тибетологу Рольфу Штайну, территория Шангшунга не была заселена тибетцами и исторически не являлась территорией Тибета.

## История
В 2010 году на плато Чангтан археологи обнаружили возможные указания на культуру железного века. Культуру связывают с государством Шангшунг.
Считается, что центральное Тибетское плато было завоёвано либо во время цэнпо Сонгцэн Гампо (617—650), либо во время Тисонг Децэн (755—797). Согласно древнекитайской хронике, Книге Тан, в период правления Сонгцэн Гампо, в 634 году, Янгтунг (Шангшунг) и некоторые племена цян подчинились царю Тибета. Объединившись со страной Янгтунг тибетцы захватили Тогон, а затем покорили ещё два племени цян, прежде чем напасть на Тан. Тибетолог Рольф Штайн относит падение Шангшунга к 645 году.
Согласно ранним тибетским источникам, царь Тибета и царь Шангшунга женились на сёстрах друг друга для закрепления политического союза. Тем не менее союз не был долгим, ибо якобы тибетская жена царя Шангшунга страдала от плохого обращения со стороны главной жены царя, и в последовавшей войне шангшунгский царь Лигмикья, направляясь в Амдо, попал в засаду и был убит войском Сонгцэн Гампо. В результате конфликта Шангшунг был присоединён к Тибету. После объединения образовалось новое государство под названием Бод-гьял-кхаб.
Вскоре после смерти  в 677 году цэнпо Манронманцана, внука Сонгцэн Гампо, произошло восстание Шангшунга, однако территория древнего королевства была возвращена под контроль Тибета.

## Культура

### Язык
Несколько текстов, найденных на территории древнего королевства, а также двуязычные тибетские документы XI века это главные свидетельства о шангшунгском языке, предположительно сино-тибетском языке близком к киннаури. Традиция бон утверждает, что тибетская письменность произошла от шангшунгской письменности, хотя общепринятой современной версией считается происхождение от индийского письма.

### Бон
Согласно бонским преданиям, религия была основана буддой Шенраб. Бонпо утверждает, что Тонпа Шенраб жил 18 000 лет назад и приехал в Тибет из Шамбалы. Традиция связывает это место с горой Кайлас и древним королевством Шангшунг.